# Trafana bidens
Trafana bidens är en stekelart som först beskrevs av André Seyrig 1952.  Trafana bidens ingår i släktet Trafana och familjen brokparasitsteklar. Inga underarter finns listade i Catalogue of Life.